# Anne Joseph Dumas
Pour les articles homonymes, voir Dumas.
Anne-Joseph Dumas, né le 24 mars 1741 à Clermont-Ferrand où il est mort le 18 décembre 1815, est un général de la révolution française.

## États de service
Il entre en service le 20 janvier 1757 comme sous-lieutenant au bataillon de la milice de Clermont-Ferrand, il participe à la campagne d’Allemagne de 1758 à 1762. Il est nommé lieutenant le 12 mars 1761.
Il est nommé chef de brigade le 21 septembre 1793 au 148e régiment d’infanterie de ligne. Il est promu général de brigade le 9 juin 1794, employé à l’armée des Pyrénées-Orientales, il est nommé commandant de Bayonne le 3 novembre 1794.
Le 13 juin 1795, il n’est pas compris dans la réorganisation des états-majors. Rappelé au service le 28 août 1796, il est nommé au commandement temporaire de Valenciennes.
Il est réformé le 12 septembre 1797, et il est admis à la retraite le 27 janvier 1801.

## Sources
- (en) « Generals Who Served in the French Army during the Period 1789 - 1814: Eberle to Exelmans »
- (pl) « Napoléon.org.pl »